# (137082) Maurobachini
(137082) Maurobachini est un astéroïde de la ceinture principale.

## Description
(137082) Maurobachini est un astéroïde de la ceinture principale. Il fut découvert le 12 décembre 1998 à San Marcello Pistoiese par Luciano Tesi et Giuseppe Forti. Il présente une orbite caractérisée par un demi-grand axe de 2,61 UA, une excentricité de 0,11 et une inclinaison de 13,9° par rapport à l'écliptique.

## Compléments